# Cerro El Marmolejo
Il Cerro El Marmolejo (detto anche El Marmolejo) è una montagna di 6108 metri che si trova al confine tra l'Argentina ed il Cile. Essa è detta l'ultima dei sei-mila, perché è l'ultima montagna delle Ande a superare i 6000 metri. Essa è anche la più meridionale dei seimila andini.